# جبل أوشاس
جبل أوشاس (بالإنجليزية: Ushas Mons)‏ هو أحد جبال كوكب الزهرة.

## الإحداثيات
يقع في 24.3 درجة على العرض الجغرافي جنوباً وفي 324.6 درجة على الطول الجغرافي شرقاً.

## الأبعاد
القطر أو أطول بعد للتضاريس بالكيلومترات هو 413.0.

## حالة إعتماد الاسم
تم اعتماده من الجمعية العامة للاتحاد الفلكي الدولي (IAU).

## أصل التسمية
على اسم أوشاس، إلهة الفجر في الأساطير الهندوسية.